# Križpolje
Križpolje falu Horvátországban, Lika-Zengg megyében. Közigazgatásilag Brinjéhez tartozik.

## Fekvése
Zenggtől 40 km-re északkeletre, községközpontjától 5 km-re északkeletre, a Lika északnyugati részén, Velebit és a Nagy-Kapela hegység között a Gacka-mező karsztmező északnyugati részén fekszik. Itt halad át az A1-es autópálya és a 23-as számú főút. Településrészei Boljesici, Bozicevici, Jelvica, Krpani, Mali Kut, Pavljovici, Pernari Sebalj, Veliki Kut és Vulici.

## Története
A település a 17. század közepén keletkezett, amikor katolikus horvátok érkeztek ide. 1654-ben még „Križ” néven említik. A helyi legenda szerint nevét onnan kapta, hogy egy kereszt hullott le itt az égből. Lakói a letelepítés fejében a török elleni harcokban katonai szolgálatot láttak el. A település a katonai határőrvidék részeként az otocsáni ezred brinjei századához tartozott. 1765-ben a brinjei és a jezeroi századot elválasztották az otocsáni ezredtől és az ogulini ezred parancsnoksága alá rendelték. Ez a beosztás a határőrvidékek megszüntetéséig 1881-ig fennmaradt. Plébániáját 1820-ban alapították, plébániatemplomát 1821-ben építették. 1857-ben 2095, 1910-ben 2153 lakosa volt. 1881-ben megszüntették a katonai határőrvidékeket és integrálták őket a polgári közigazgatásba. A trianoni békeszerződésig terjedő időszakban előbb Lika-Korbava vármegye Zenggi járásához, majd 1892-től a Brinjei járáshoz tartozott. Ezt követően előbb a Szerb–Horvát–Szlovén Királyság, majd Jugoszlávia része lett. Jugoszlávia felbomlása után 1991-ben a független Horvátország része lett. 2011-ben a településnek 510 lakosa volt, akik főként mezőgazdasággal, állattartással foglalkoznak.

## Lakosság
| Lakosság változása | Lakosság változása | Lakosság változása | Lakosság változása | Lakosság változása | Lakosság változása | Lakosság változása | Lakosság változása | Lakosság változása | Lakosság változása | Lakosság változása | Lakosság változása | Lakosság változása | Lakosság változása | Lakosság változása | Lakosság változása |
| ------------------ | ------------------ | ------------------ | ------------------ | ------------------ | ------------------ | ------------------ | ------------------ | ------------------ | ------------------ | ------------------ | ------------------ | ------------------ | ------------------ | ------------------ | ------------------ |
| 1857               | 1869               | 1880               | 1890               | 1900               | 1910               | 1921               | 1931               | 1948               | 1953               | 1961               | 1971               | 1981               | 1991               | 2001               | 2011               |
| 2.095              | 2.016              | 1.819              | 2.042              | 2.118              | 2.153              | 2.064              | 1.736              | 1.808              | 1.695              | 1.308              | 1.298              | 946                | 1.046              | 655                | 510                |

## Nevezetességei
A Szent Kereszt tiszteletére szentelt plébániatemplomát 1821-ben építették barokk-klasszicista stílusban. Egyhajós épület, félköríves záródású szentéllyel, sekrestyével, és homlokzata feletti karcsú harangtoronnyal. A második világháború idején különösen a belseje sérült meg súlyosan. Búcsúnapja a Szent Kereszt megtalálásának (Križevo) ünnepe (május 3.).

## Híres emberek
A Križpoljéhez tartozó Mali Kuton született 1900-ban Luka Perković horvát író.